# 왜매치
왜매치(학명: Biwia springeri)는 잉어목 잉어과에 속하는 물고기이다. 몸길이는 6~8cm로 잉어과의 물고기에서 작은 물고기에 속한다.

## 특징과 먹이
왜매치는 대한민국의 토종 민물고기에 하나이다. 모래무지와 대체적으로 비슷한 점들이 많지만 모래무지와는 달리 머리가 다소 뭉특한 점이 다르며 몸은 가늘고 길다. 원통형에 가깝지만 위아래로 납작하며 배는 편평하다. 머리와 입이 돌마자에 비해 짧으며 등쪽이 오목하다. 몸은 옆줄을 기점으로 짙은 청록색이나 갈색을 띄며 배쪽은 은색에 가까운 흰색을 띈다. 잉어과에 속하는 어종답게 입에는 수염이 나 있으며 검은 반점이 몸의 옆줄과 등쪽에 모두 나 있고 지느러미에도 검은 반점이 나 있다. 눈은 머리쪽에 바짝 붙어 있는 특징도 가지고 있으며 산란기가 되면 수컷은 지느러미에 가까운 살까지 모두 검은 갈색으로 변하게 된다. 먹이로는 수생 곤충과 수생 식물, 조류를 먹는 잡식성물고기에 속한다.

## 서식지
왜매치는 대한민국의 고유 특산종으로서 한강, 금강, 낙동강을 포함하여 서해와 남해에 흐르는 모든 하천에 서식한다. 강의 물살이 빠르지 않고 자갈과 모래가 많은 여울이나 조류가 많은 강의 중류에 주로 서식한다.